# Mescherin
Mescherin – gmina w Niemczech w kraju związkowym Brandenburgia, w powiecie Uckermark, wchodzi w skład urzędu Gartz (Oder).

## Położenie i historia
Miejscowość leży nad zachodnim brzegiem Odry Zachodniej, 20 km na południe od Szczecina, naprzeciwko leżącego po drugiej stronie Międzyodrza, Gryfina. Pod koniec 2008 r. gmina Mescherin liczyła 777 mieszkańców.
Z Gryfinem połączone jest drogą wojewódzką nr 120, która po niemieckiej stronie zamienia się w drogę krajową 113, przebiegającą przez północną część wsi. Na granicznym moście nad Odrą Zachodnią znajdowało się w latach 1992–2007 przejście graniczne Gryfino-Mescherin. Początkowo przejście służyło do obsługi małego ruchu granicznego pieszego i rowerowego. 1 maja 2004 roku przejście zostało otwarte dla samochodów osobowych. Przejście graniczne zlikwidowane zostało 21 grudnia 2007 z powodu wejścia Polski do strefy układu z Schengen.
Pierwsze źródła historyczne wymieniają Mescherin w 1297. Przed II wojną światową gmina Mescherin należała administracyjnie do powiatu Randow.
W skład Gminy Mescherin wchodzą następujące dzielnice: Mescherin, Neurochlitz, Radekow, Rosow, Staffelde, Neu Rosow.

## Turystyka
Miejscowość jest położona na styku Doliny Dolnej Odry i Wzniesień Szczecińskich, w bezpośrednim sąsiedztwie Parku Narodowego Doliny Dolnej Odry. Tereny w pobliżu wsi predysponowane są do uprawiania turystyki rowerowej, spływów kajakowych i żeglarstwa (marina z zapleczem).

### Szlaki turystyczne
- Międzynarodowy szlak rowerowy Odra - Nysa
- Szlak kajakowy "Międzyodrze"

### Punkty widokowe
- Stettiner Berg
- Seeberg
- Wieża widokowa Lecący Żuraw